# Paryż Górny
Paryż Górny – przysiółek wsi Nowa Góra w Polsce, położony w województwie małopolskim, w powiecie krakowskim, w gminie Krzeszowice.
W latach 1975–1998 przysiółek administracyjnie należał do województwa krakowskiego.